# Ma Huan

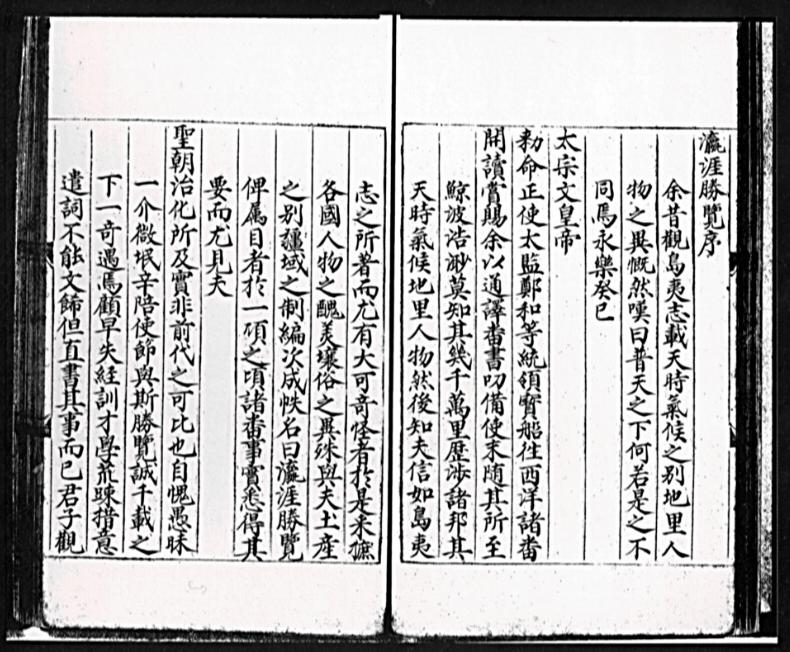
Página de la obra de Ma Huan Ying-yai Sheng-lan editada en la época Ming.

Ma Huan (en chino 马欢), también conocido por el nombre cortés de Chung-dao (宗道) y el pseudónimo de Cortador de madera de la montaña fue un traductor y escritor chino, especialmente conocido por haber acompañado al almirante Zheng He y dejar constancia escrita de sus viajes.
Nació en el condado de Hui Ji, provincia de Zhejiang. Debido a que profesaba la religión musulmana tenía conocimientos de árabe. En los viajes de Zheng He, que visitaron la península arábiga y África, se hizo de vital importancia la presencia de traductores e intérpretes de diversas lenguas, incluida la árabe.
Ma Huan viajó en tres ocasiones con Zheng He y su flota:
- 1413 (4ª expedición): visitó Champa, Java, Sumatra, Palembang, Siam, Kochi y Ormuz.
- 1421 (6ª expedición): visitó Malaka, Aru, Sumatra, Ceylán, Kochi, Calicut, Zufar y Ormuz.
- 1431 (7ª expedición): visitó Bengala, Chittagong, Sonargaon, Gaur, Calicut. Según él, el almirante Hong Bao le envió como emisario a La Meca aunque, debido a los errores que contienen sus crónicas (difíciles de justificar siendo él musulmán), es probable que permaneciera en Calicut, donde parece ser que motivos de salud retuvieron al almirante Zheng He.

Durante las expediciones, Ma Huan tomó notas sobre la geografía, política, meteorología, medio ambiente, economía, costumbres locales e incluso sobre los castigos a criminales. Al regreso de su primera expedición comenzó a escribir un libro sobre sus viajes, el Ying-yai Sheng-lan (Exploración Global de las Costas del Océano), cuyo primer borrador estuvo listo en 1416. Tras posteriores expediciones, este borrador fue modificado y ampliado hasta llegar a su versión definitiva en 1451. Durante las dinastías Ming y Qing circularon muchas copias a mano e impresas de la obra. El último original impreso del que se tiene constancia fue editado y comentado por el historiador Feng Cheng jun. Una nueva edición, basada en copias a mano de los Ming, fue publicada recientemente por la Ocean Publishing House en China. A partir de la edición de Feng Cheng jun J.V.G. Mills hizo una traducción al inglés para la Hakluyt Society de 1970, reimpresa en 1997 por la White Lotus Press en Bangkok.
El Ying-yai Sheng-lan es considerado como una importantísima fuente primaria para comprender las expediciones navales chinas del siglo XV ya que los archivos originales habían desaparecido ya en 1477, probablemente destruidos por orden del ministro Liu Daxia. Entre los académicos que han estudiado a Ma Huan se encuentran: J.J.L. Duyvendak, F. Hirth, Paul Pelliot, Feng Chen jun y Xiang Da.